# Scutus breviculus
Scutus breviculus is een slakkensoort uit de familie van de Fissurellidae. De wetenschappelijke naam van de soort is voor het eerst geldig gepubliceerd in 1817 door Blainville.